# 日本防衛学会
日本防衛学会（にっぽんぼうえいがっかい、英語:  Japan Association for Defense Studies ）は、国の防衛と国際の平和を取り扱う学会である。

## 概要
日本防衛学会は、その目的として「高度化し流動化する国際社会にあって、実効的な安全保障研究のため学者・研究者と実務家・専門家との連携協力が不可欠であるとの認識を共有し、両者の参画を得て国の防衛と国際の平和に関する学術研究の充実・発展を図る」としている。英語での名称は「Japan Association for Defense Studies」と表記している。本部は東京都新宿区に設置されている。
設立に際して「学術研究と実務の統合であり、知性に導かれた実行力の達成」を謳っており「広く安全保障と国際関係に関心を持つ学者・研究者と、防衛の実務に携わる自衛官や専門家の参加を求め、研究と実務を両輪とし、両者の相互補完的関係の確立を求める」としている。

## 沿革
「防衛大学校防衛学研究会」が2007年（平成19年）7月3日に発展的に解消され、新たな学術団体として日本防衛学会が発足した。2011年（平成23年）1月27日、内閣府の特別の機関である日本学術会議より、協力学術研究団体の指定を受けた。

## 顕彰
政治学者である猪木正道の功績を記念し、特定非営利活動法人として「日本防衛学会猪木正道賞基金」が設立され、猪木正道賞を授与している。猪木正道賞の選考は日本防衛学会が担っており、日本防衛学会に猪木正道賞選考委員会が設置されている。

## 名誉称号を授与された人物
- 五百籏頭眞（名誉会長）[8]
- 猪木正道（名誉会員）[8]
- 志方俊之（名誉会員）[8]
- 冨澤暉（名誉会員）[8]
- 渡邉昭夫（名誉会長）[8]